# Металист (стадион)
Стадион Металист (укр. Обласний спортивний комплекс "Металіст") је спортски комплекс који укључује стадион Металист, је вишенаменски стадион у Харкову, Украјина. Користи се углавном за фудбалске утакмице и домаћи је стадион фудбалскиг клуба Металист 1925 Харков. Стадион, који је био место одржавања Еура 2012, тренутно прима 40.003 гледалаца.
Након финансијског колапса ФК Металист Харков у мају 2016. професионални фудбал је привремено нестао са стадиона. У августу 2016. године, Металист 1925 Харков је направио стадион као домаћи стадион. Шахтјор Доњецк је следио његов пример у фебруару 2017. године.

## Историја
Изградња стадиона почела је 1925. године по наређењу Анастаса Микојана и одлуком Харковске регионалне лиге челичана (металиста). Стадион је отворен 12. септембра 1926. године, нови стадион је био познат као Трактор, јер су га тада градили радници Харковске фабрике Локомотиве (данас Фабрика Малишев). Стадион је изграђен на територији старог гробља Светог Духа који је био у употреби о периоду 1772–1854, а званично га је затворио руски Свети синод крајем 19. века. У тренутку отварања био је највећи стадион у граду, све до 1931. године када је изграђен стадион Динамо.
Пре Другог светског рата, објекат је преименован у стадион Џержињец у част Феликса Џержинског, првог шефа Чеке. Од 1967. носи данашњи назив Металист; те исте године капацитет стадиона достигао је 10.000.
Четврти сет реновирања стадиона Металиста наручен је у оквиру припрема за Евро 2012. Јужна трибина је завршена и изграђена је потпуно нова источна трибина. Замена крова, друге опште модернизације и естетска побољшања завршени су до краја 2009. Дана 5. децембра 2009. реновирани стадион је званично отворен на 50. рођендан председника Металиста из Харкова, Александра Јарославског.
На Јужној трибини се налази троспратни тржни центар, пословни центар „Металист-Арена“. Канцеларије овде изнајмљује УкрСиббанк, неколико локалних предузећа и друге банке. Ту су апотека, медицинска канцеларија, туристичке агенције и друга предузећа.
Градско веће Харкова је 19. децембра 2010. затражило од Обласног већа Харкова да пренесе стадион Металист у општинско власништво града. Тадашњи нови власник Металиста Сергеј Курченко предложио је крајем децембра 2012. да купи удео општинских власти Харкова на стадиону Металист. Учинио је то у августу 2013, од тада (технички) власник стадиона је Металист Стадиум Спортс Комплекс ЛЛЦ, који је део Металиста који је у власништву Курченка.
Након што је завршио сезону украјинске Премијер лиге 2015–2016, фудбалски клуб Металист Харков је престао са радом због неликвидности.
У августу 2016. Металист 1925 је направио стадион за своје домаће терене.
После зимске паузе у сезони 2016–17, Шахтјор Доњецк се преселио на стадион Металист (150 mi (240 km) северно од Доњецка) почетком 2017. године. Због руско-украјинског рата, овај клуб не може да игра у свом стварном дому, Донбас арени.

## Утакмице ЕП 2012.
Стадион је био једно од места за одигравања утакмица на европском првенству одржаном 2012. године. На њему су одигране три утакмице групе Б са Холандијом (с тим да су остале утакмице у тој групи одигране у Арени Лавов).
Током УЕФА Еура 2012 на стадиону су одигране следеће утакмице:
| Датум         | Време (CEST / EEST) | Екипа бр. 1 | рез. | Екипа бр. 2 | Фаза       | Стрелци                                 |
| ------------- | ------------------- | ----------- | ---- | ----------- | ---------- | --------------------------------------- |
| 9. јун 2012.  | 18:00 / 19:00       | Холандија   | 0–1  | Данска      | ЕП група Б | Микаел Крон Дели                        |
| 13. јун 2012. | 20:45 / 21:45       | Холандија   | 1–2  | Немачка     | ЕП група Б | Марио Гомез, Робин ван Перси            |
| 17. јун 2012. | 20:45 / 21:45       | Португалија | 2–1  | Холандија   | ЕП група Б | Кристијано Роналдо, Рафаел ван дер Варт |